# Jake T. Austin
Jake T. Austin, właśc. Jake Toranzo Austin Szymański (ur. 3 grudnia 1994 w Nowym Jorku) – amerykański aktor pochodzenia hiszpańsko-polskiego.
Jego dziadek Józef Szymański był Polakiem.
Występował w roli Maxa Russo w serialu Czarodzieje z Waverly Place, Chrisa z Johnny’ego Kapahala: Z powrotem na fali oraz w roli Bruce'a z filmu Hotel dla psów. Gra również w serialu The Fosters.

## Filmografia
Aktor:
- 2014
  - Tom Sawyer & Huckleberry Finn jako Huckleberry Finn
- 2013
  - The Fosters jako Jesus Fosters
- 2011
  - Sylwester w Nowym Jorku (New Years Eve) jako Seth Andersen
- 2009
  - Suite Life: Nie ma to jak statek (Suite Life on Deck) jako Max Russo (gościnnie)
  - Czarodzieje z Waverly Place: Film (Wizards of Waverly Place: The Movie) jako Max Russo
  - The Perfect Game jako Angel Macias
  - Hotel dla psów (Hotel for Dogs) jako Bruce
- 2007
  - Johnny Kapahala: Z powrotem na fali jako Chris
  - Czarodzieje z Waverly Place (Wizards of Waverly Place) jako Max Russo
- 2006: A.K.A. jako CJ

Dubbing:
- 2011: Rio jako Fernando
- 2006
  - Po rozum do mrówek (The Ant Bully) jako Nicky
  - I ty możesz zostać bohaterem (Everyone's Hero) jako Little Irving